# Episodi di Sasso Carta Forbici
La prima stagione della serie televisiva Sasso Carta Forbici composta da 20 episodi va in onda negli Stati Uniti d'America dal 19 agosto 2023 in anteprima sul canale YouTube di Nickelodeon e dal 12 febbraio al 12 agosto 2024 su Nickelodeon. In italia va in onda dal 19 febbraio al 17 giugno 2024 su Nickelodeon.
| nº | Titolo originale              | Titolo italiano                   | Prima TV USA                                   | Prima TV Italia  |
| -- | ----------------------------- | --------------------------------- | ---------------------------------------------- | ---------------- |
| 1  | Birthday Police               | La polizia dei compleanni         | 22 agosto 2023 (YouTube) 28 febbraio 2024 (TV) | 19 febbraio 2024 |
| 1  | Paper's Big Lie               | La grande bugia di Carta          | 14 febbraio 2024                               | 19 febbraio 2024 |
| 2  | Pogo Sticks                   | Pogo Stick                        | TBA                                            | 20 febbraio 2024 |
| 2  | Car Wash                      | L'autolavaggio                    | TBA                                            | 20 febbraio 2024 |
| 3  | Weekend Story                 | Programmi per il weekend          | 14 febbraio 2024                               | 21 febbraio 2024 |
| 3  | Putty                         | Stucco                            | 29 febbraio 2024                               | 21 febbraio 2024 |
| 4  | Hide and Seek                 | Nascondino                        | 26 febbraio 2024                               | 22 febbraio 2024 |
| 4  | The First Lou Episode         | Il primo episodio di Lou          | 11 febbraio 2024                               | 22 febbraio 2024 |
| 5  | The Susan                     | Susan                             | TBA                                            | 23 febbraio 2024 |
| 5  | Eyebrows                      | Sopracciglia                      | TBA                                            | 23 febbraio 2024 |
| 6  | Scissors Gets a Job           | Un lavoro per Forbici             | 12 febbraio 2024                               | 26 febbraio 2024 |
| 7  | The Arctic                    | Freddo artico                     | 13 febbraio 2024                               | 27 febbraio 2024 |
| 7  | Prank War                     | La gara di scherzi                | 24 febbraio 2024                               | 27 febbraio 2024 |
| 8  | Key Limes                     | Lime esplosivi                    | 20 febbraio 2024                               | 28 febbraio 2024 |
| 8  | Six Pieces of Turkey          | Sei pezzi di tacchino             | TBA                                            | 28 febbraio 2024 |
| 9  | The Other Rock Paper Scissors | Gli altri Sasso,Carta,Forbici     | TBA                                            | 29 febbraio 2024 |
| 9  | The Astonishing Catalina      | La strabiliante Catalina          | TBA                                            | 29 febbraio 2024 |
| 10 | Pencil Comes Over             | Le bugie di Carta                 | 21 febbraio 2024                               | 1 marzo 2024     |
| 10 | The Wind                      | Il vento                          | 5 marzo 2024                                   | 1 marzo 2024     |
| 11 | The Holiday Picture           | La foto perfetta                  | 12 marzo 2024                                  | 10 giugno 2024   |
| 11 | Scrubs                        | Identità perfette                 | 15 febbraio 2024                               | 10 giugno 2024   |
| 12 | Bowling                       | Bowling                           | 12 giugno 2024                                 | 10 giugno 2024   |
| 12 | The Character Quiz            | Il quiz                           | 12 giugno 2024                                 | 10 giugno 2024   |
| 13 | Potato                        | Patata                            | 13 giugno 2024                                 | 10 giugno 2024   |
| 13 | The Fart Joke Debate          | Battute rumorose                  | 11 febbraio 2024                               | 10 giugno 2024   |
| 14 | Paper's Secret Weapon         | L'arma segreta di Carta           | 27 febbraio 2024                               | 10 giugno 2024   |
| 14 | The Sled Hill                 | Lo slittino                       | 6 marzo 2024                                   | 10 giugno 2024   |
| 15 | Scissors' Catapult            | Forbici del futuro                | 19 giugno 2024                                 | 10 giugno 2024   |
| 15 | Pencil and Potato             | Matita e Patata                   | 19 giugno 2024                                 | 10 giugno 2024   |
| 16 | Resolutions                   | I buoni propositi                 | 20 giugno 2024                                 | 10 giugno 2024   |
| 16 | Paper's Book Club             | Il club del libro di Carta        | 20 giugno 2024                                 | 10 giugno 2024   |
| 17 | National Paper Day            | La giornata nazionale della Carta | 21 giugno 2024                                 | 17 giugno 2024   |
| 17 | Helping with the Groceries    | Aiutare con la spesa              | 21 giugno 2024                                 | 17 giugno 2024   |
| 18 | The Family Business           | L'impresa di famiglia             | 22 giugno 2024                                 | 17 giugno 2024   |
| 18 | Glitter Bomb                  | La bomba glitter                  | 22 giugno 2024                                 | 17 giugno 2024   |
| 19 | Diapers                       | Pannolini                         | 23 giugno 2024                                 | 17 giugno 2024   |
| 19 | R.O.V.E.R.                    | L'animale domestico               | 23 giugno 2024                                 | 17 giugno 2024   |
| 20 | Trash                         | Spazzatura!                       | 12 agosto 2024                                 | 17 giugno 2024   |